# 17032 Edlu
17032 Edlu este un asteroid din centura principală de asteroizi.

## Descriere
17032 Edlu este un asteroid din centura principală de asteroizi. A fost descoperit pe 22 martie 1999 la Stația Anderson Mesa în cadrul programului LONEOS. El prezintă o orbită caracterizată de o semiaxă mare de 2,78 ua, o excentricitate de 0,23 și o înclinație de 2,3° în raport cu ecliptica.